# Giorgio Vincenzo Pigliacelli
Giorgio Vincenzo Pigliacelli (Tossicia, 7 febbraio 1751 – Napoli, 29 ottobre 1799) è stato un giurista e politico italiano.

## Biografia
Primo di sei figli, è discendente di un casato considerato notabile. Dopo gli studi giovanili compiuti presso il Collegio dei gesuiti di Atri, si trasferisce a Napoli dove, nel 1772 consegue il Dottorato in Legge.
A Napoli Pigliacelli svolge la professione di avvocato e tra i suoi assistiti figurano importanti clienti dell'Abruzzo, della Puglia e della Campania. Si avvicina agli ambienti massoni e sul finire del XVIII secolo è all'apice della carriera forense e le sue doti di giurista sono note in tutto il Regno di Napoli. Nel 1799, quando viene proclamata la Repubblica Napoletana, Pigliacelli viene nominato Primo Giudice della Commissione militare.
Il 18 aprile 1799 viene nominato Ministro di Giustizia e Polizia. La breve stagione della Repubblica termina il 13 giugno 1799, con la restaurazione della monarchia ed il ritorno sul trono di re Ferdinando IV. Pigliacelli, per aver ricoperto una delle principali cariche della Repubblica, viene arrestato e condannato alla pena di morte che viene eseguita il 29 ottobre 1799. Con lui salgono sul patibolo Mario Pagano, Domenico Cirillo e Ignazio Ciaja.